# Baška
Baška je pristanišče, istoimensko naselje in občina na otoku Krk (Hrvaška).

## Geografija
Naselje se je razvilo v rodovitni dolini Suhe Rićine na koncu Bašćanske drage ob širokem odprtem zalivu na jugozahodnem delu otoka, v podnožju hriba na katerem je stala stali utrdba in naselje Starigrad.
Ob starem gručastem delu naselja, ki leži ob morju so zgradili turistično središče. Peščena plaža se razprostira v polkrogu v dolžini okoli dveh kilometrov. Plaža in morsko dno sta peščena, globina pa postopoma narašča.
V pristanišču so trije pomoli dolgi od 50 do 80 metrov in valobran dolg okoli 100 metrov. Na zahodnem pomolu stoji svetilnik, ki oddaja svetlobni signal: R Bl 3s, z nazivnim dometom 3 milje. Na valobranu pa stoji Drugi svetilnik, ki oddaja signal : Z Bl 2s, z nazivnim dometom 4 milje. Plovila je mogoče privezati tudi na notranjem (zahodnem) delu valobrana. Kadar piha burja ali jugo je morje v pristanu lahko razburkano. Baška ima v zimskih mesecih relativno nizke temperature.

## Demografija
| Pregled števila prebivalcev po letih | Pregled števila prebivalcev po letih | Pregled števila prebivalcev po letih | Pregled števila prebivalcev po letih | Pregled števila prebivalcev po letih | Pregled števila prebivalcev po letih | Pregled števila prebivalcev po letih | Pregled števila prebivalcev po letih | Pregled števila prebivalcev po letih | Pregled števila prebivalcev po letih | Pregled števila prebivalcev po letih | Pregled števila prebivalcev po letih | Pregled števila prebivalcev po letih | Pregled števila prebivalcev po letih | Pregled števila prebivalcev po letih |
| ------------------------------------ | ------------------------------------ | ------------------------------------ | ------------------------------------ | ------------------------------------ | ------------------------------------ | ------------------------------------ | ------------------------------------ | ------------------------------------ | ------------------------------------ | ------------------------------------ | ------------------------------------ | ------------------------------------ | ------------------------------------ | ------------------------------------ |
| 1857                                 | 1869                                 | 1880                                 | 1890                                 | 1900                                 | 1910                                 | 1921                                 | 1931                                 | 1948                                 | 1953                                 | 1961                                 | 1971                                 | 1981                                 | 1991                                 | 2001                                 |
| 1811                                 | 1989                                 | 2050                                 | 2058                                 | 2047                                 | 1685                                 | 1550                                 | 1596                                 | 1117                                 | 1016                                 | 857                                  | 825                                  | 776                                  | 816                                  | 901                                  |

## Gospodarstvo
Glavna gospodarska dejavnost je turizem. Baška je namreč kraj z dolgo turistično tradicijo. Prvi hotel z urejenim kopališčem so postavili leta 1906. Danes je v kraju H.Corinthia in dva kampa: Zablaće in nudistični kamp Bunculuka.

## Zgodovina
Področje okoli Baške je bilo poseljeno že v prazgodovini. V rimski dobi se je ob morju razpotezalo naselje, od katerega so, ob romanski cerkvi sv. Marka, najdeni arhitektonski ostanki in grobovi.
Sedanje naselje se v starih pismenih latinskih virih prvič omenja kot Besca leta 1248. V hrvaških virih pa je kraj prvič omenjen 1375. Srednjeveško naselje se je razvilo na hribu ob cerkvi sv. Ivana (prvobitno zgodnjeromanska enoladijska cerkev z zvonikom na pročelju). Benečani so 1380 naselje požgali.
Novo naselje ob morski obali se odlikuje z živopisno arhitekturo. Triladijska župnijska cerkev sv. Trojice je bila postavljena 1722. V njej stoji zgodnjeromanski del stebta, več starih slik, in lesena skulptura iz 18. stoletja.
Poleg romanske cerkve sv. Marka so ruševine cerkvice sv. Duha in ostanki pavlinskegasamostana s cerkvijo. Poleg pa stoji še manjša cerkviva sv. Mihovila postavljena v 16. stoletju.

## Galerija slik
- Baška-pristanišče
- Baška-obala
- Baška-plaža
- Pogled na Baščansko drago